# Brasserie Cornelissen
 (avril 2021).
Si vous disposez d'ouvrages ou d'articles de référence ou si vous connaissez des sites web de qualité traitant du thème abordé ici, merci de compléter l'article en donnant les références utiles à sa vérifiabilité et en les liant à la section « Notes et références ».
La Brasserie Cornelissen (en néerlandais : Brouwerij Cornelissen) est une brasserie familiale située à Opitter dans la commune de Brée en province de Limbourg (Belgique). On y brasse principalement les marques de bières : Sint-Gummarus, Ops-Ale et Pax Pils ainsi que Herkenrode qui est une bière belge d'Abbaye reconnue.
La brasserie s'est appelée brasserie Sint-Jozef depuis sa création en 1859 jusqu'en 2015.

## Histoire
C'est au début du XIXe siècle que Jan Mathijs Cornelissen, alors bourgmestre de Gerdingen près de Brée dans le nord du Limbourg belge, commence à brasser dans son village. Avec Charles Vissers, agriculteur et brasseur, il fonde en 1859 la brasserie Sint-Jozef à Opitter, un village voisin. Le fils de Jan Mathijs, Jozef, né cette même année épouse en 1884 Sophie, la fille de Charles Vissers. Il reprend l'entreprise créée par son père et son beau-père. Le couple aura 10 enfants. Sophie meurt jeune tandis que Jozef décède à 91 ans en 1950. En 1929, Jaak, un des fils de Jozef, prend les commandes de l'entreprise et décide de la construction d'une nouvelle brasserie (toujours à Opitter, sur la place de l'église - Itterplein). Elle est inaugurée en 1934 ou 1935. En 1937, la brasserie commence la production de deux bières de type pils  : la Pax Pils et l'Ops-Ale. Dans les années 1960, Jan, le fils de Jaak, dirige l'entreprise familiale en développant l'exportation. À sa mort en 1979, son fils Josephus, qui a suivi une formation à l'école brassicole de Gand, diversifie la production en produisant la Bosbier (littéralement : la bière du bois) et la bière blanche Limburgse Witte. En 2004, Jef, le fils unique de Josephus, devient le maître-brasseur. Il représente la sixième génération de brasseurs Cornelissen. Depuis 2009, en accord avec les autorités religieuses représentant l'abbaye de Herkenrode, il produit les bières d'abbaye Herkenrode. Il entreprend en 2014 d'importants travaux de rénovation et décide en 2015 que la brasserie prendra désormais le nom de la famille Cornelissen.

## Bières

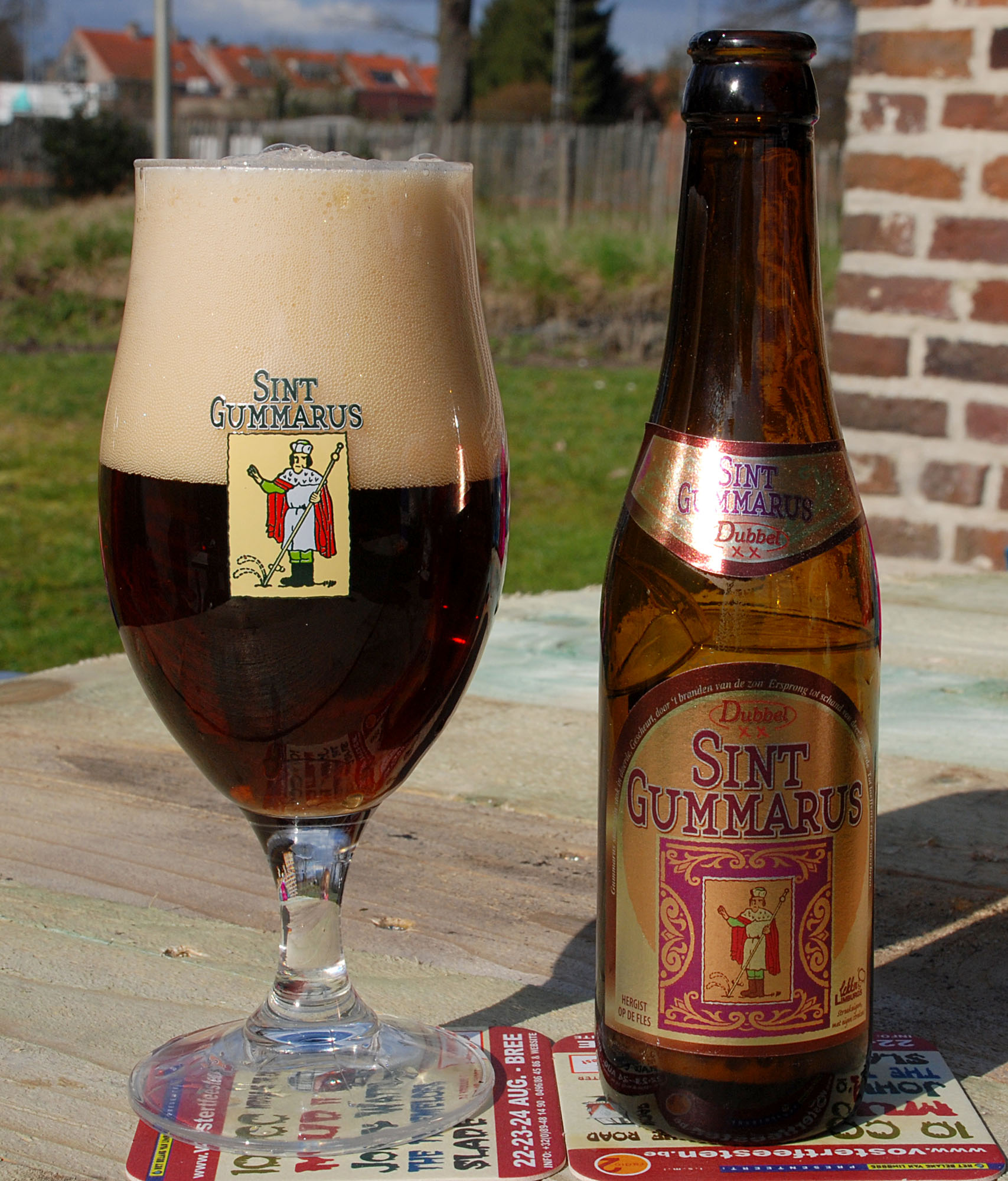
Sint-Gummarus Dubbel

La brasserie produit trois bières de fermentation basse :
- Pax Pils, une bière blonde de type pils titrant 5 % en volume d'alcool
- Ops-Ale, une bière blonde de type pils  titrant 5,5 % en volume d'alcool
- Bosbier, une bière blonde de type pils  additionnée de jus de fruits des bois titrant entre 3,5 et 4,5 % en volume d'alcool

Elle produit aussi sept bières de fermentation haute :
- Kriekenbier, une bière blanche additionnée de jus de cerises titrant entre 3,5 et 3,8 % en volume d'alcool
- Limburgse Witte, une bière blanche titrant 5 % en volume d'alcool
- Bokkereyer, une bière ambrée titrant 6 % en volume d'alcool
- Sint-Gummarus Tripel, une bière blonde de fermentation haute titrant 8,3 % en volume d'alcool
- Sint-Gummarus Dubbel, une bière brune de fermentation haute titrant 7,1 % en volume d'alcool
- Herkenrode Tripel, une bière belge d'Abbaye reconnue blonde de fermentation haute  titrant 7 % en volume d'alcool
- Herkenrode Bruin, une bière belge d'Abbaye reconnue brune de fermentation haute titrant 7 % en volume d'alcool

La brasserie produit aussi les bières de l'ancienne brasserie Kerkom de Saint-Trond qui continue à les commercialiser. Il s'agit des marques Adelardus, Bink, Kerkomse Tripel, Bloesem Bink, Bloesem Kriek, Hop Verdomme et Winterkoninkske.

## Source et lien externe
- (nl) http://www.brouwerijsintjozef.be/ Site officiel